# Capetinga (Muriaé)
Capetinga é uma comunidade rural pertencente ao município de Muriaé, no estado de Minas Gerais, no Brasil. Está localizada perto de Itamuri.

## Etimologia
"Capetinga" se originou do termo tupi kapi'itinga, que significa "capim claro" (kapi'i, capim + tinga, claro). Se refere a uma variedade de gramínea que só cresce na sombra da mata.

## Descrição
A comunidade de Capetinga e seus arredores têm relevo montanhoso, cheio de colinas, águas cristalinas e clima temperado. Em pleno século XXI, os fogões ainda funcionam à base de lenha, as portas nunca são trancadas, as pessoas vivem felizes à sua maneira e preservam a pureza de caráter, a simplicidade e o bom humor, com a tradição familiar do "aceita um cafezinho?" convidando para a visita. 

## História
A comunidade de Capetinga (São José da Vista Alegre) teve provavelmente seu início por volta dos anos 1860 e 1870, tendo, como doador deste terreno, Francisco Ramidizuza, índio puri que residia ali com alguns companheiros desde que se separaram de sua tribo, que vivia às margens do Rio Muriaé: isso após a chegada dos colonizadores de origem portuguesa. O vilarejo inicialmente teve o nome de Capetinga, nome dado pelos que ali residiam ou pelo próprio doador, nome que se originou de um tipo de gramínea existente no local. 
A primeira capela na comunidade surgiu por volta dos anos 1890 e 1895, quando João José Lourenço, Joaquim Xavier de Barros, Joaquim Silvério e alguns poucos vizinhos a construíram com esteios de braúna fincados no chão, baldrames da mesma madeira e tijolos existentes na época. Tem, até os dias de hoje como padroeiro, São José, daí originando-se o nome São José da Vista Alegre. Em seguida, construíram o cemitério cercado com lascas de braúnas. A partir de 1946 ou 1950, a capela passou a ser assistida pelos padres
missionários do Sagrado Coração. Nos anos 1953 a 1955, foi construída a capela atual.
Joaquim Xavier de Barros Filho foi o doador de um terreno para a escola da comunidade no ano de 1968, escola que recebeu, inicialmente, o nome "Escola Municipal São José da Vista Alegre", passando em seguida a se chamar "Escola Estadual Joaquim Xavier de Barros Filho", nome que permanece até hoje. 
O nome da comunidade ficou conhecido nacionalmente devido ao trabalho do humorista muriaeense Pedro Bismarck, que ficou popular com seu personagem Nerso da Capetinga, que fora batizado por Chico Anysio. O nome de seu personagem é uma referência à comunidade. Pedro Bismarck, porém, nunca foi até a comunidade, pois alega que ele imagina Capetinga de seu jeito, e que não pretende se influenciar com a realidade do local.
Em Dezembro de 2015, no programa "Tô Indo" da rede Integração, afiliada da TV Globo, Pedro Bismarck conhece a Capetinga e conversa com os moradores de lá!

## Religião
Todos os anos, reza-se o mês de Maria com participação de inúmeros fiéis devotos de Nossa Senhora, que participam com prendas para o leilão, vestem suas filhas
de anjos que coroam Nossa Senhora e fazem novenas de São Sebastião, Santo Antônio e 
Nossa Senhora Aparecida. Em julho, há a tradicional festa do padroeiro São
José. A população se reúne nas casas de família por ocasião da Campanha da Fraternidade e
Novena de Natal. O vilarejo pertencia primeiramente à paróquia de Rosário de Limeira,
isso até os anos 1915 e 1920, quando se transferiu para o Glória (Itamuri). Até
essa data, teve, como vigários os padres Victor e Brandão, da paróquia de Limeira.
Após sua transferência para o Glória (Itamuri), teve, como vigários, os padres Salvador Setrângulo e Maximino Benassati.